# Diores filomenae
Diores filomenae es una especie de araña del género Diores, familia Zodariidae. Fue descrita científicamente por Jocqué en 2003.
Habita en islas Comoras.